# Gremory

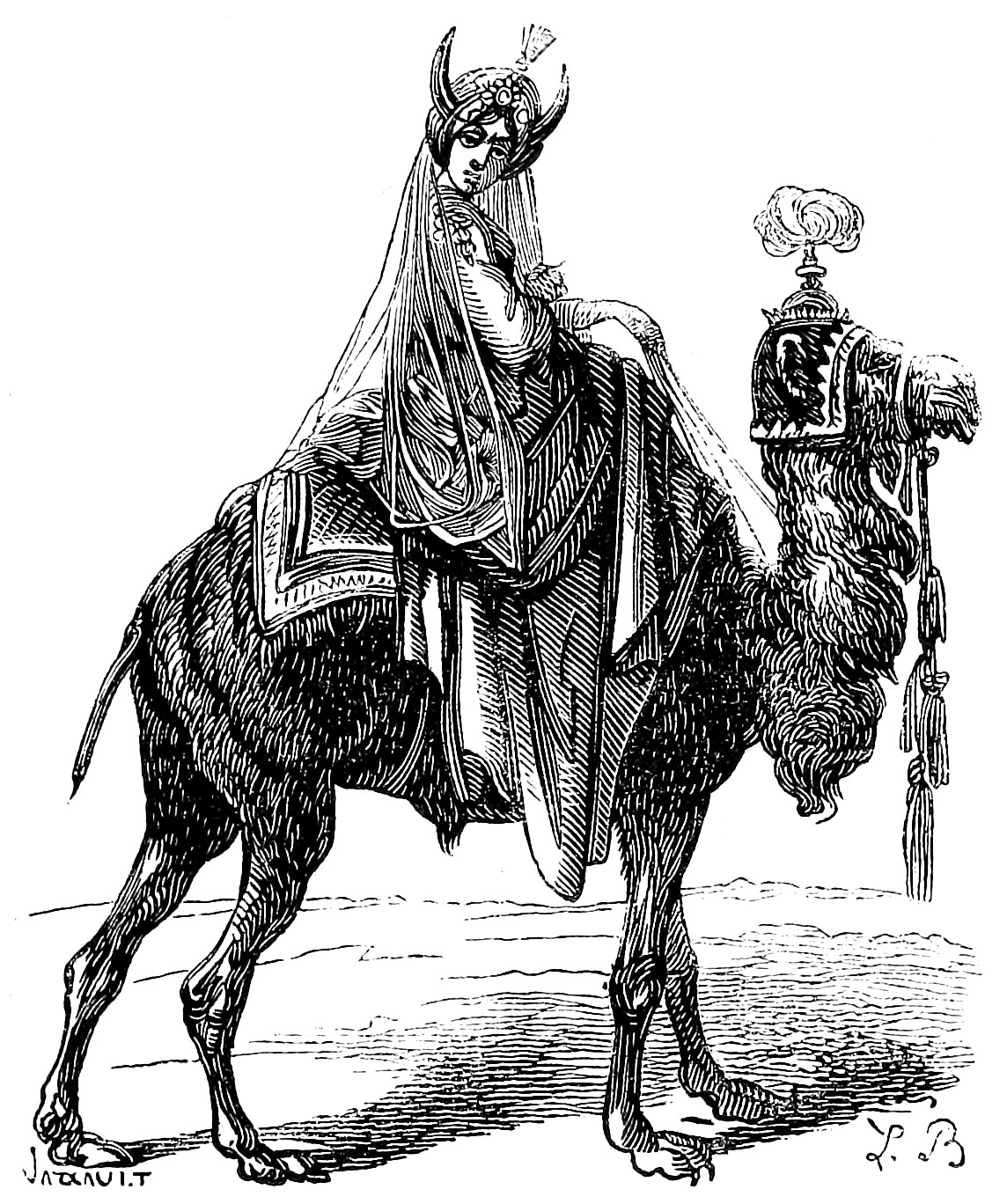
Ilustracja przedstawiająca demona Gremory pochodząca z Dictionnaire infernal (Jacques Collin de Plancy), wykonana przez Louisa Le Breton, 6. edycja, 1863

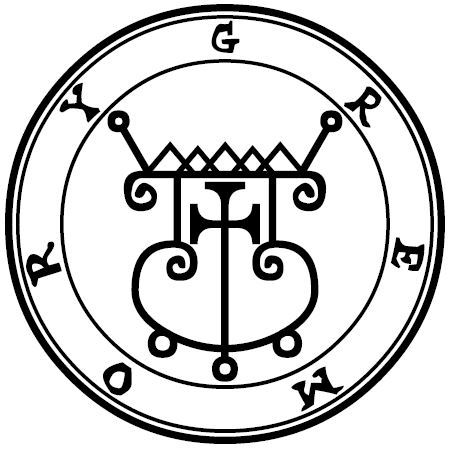
Sigil służący do przywołania Gremory

Gremory – w tradycji okultystycznej, pięćdziesiąty szósty duch Goecji. Znany również pod imionami Gamori, Gemory, Gamory i Gomory. By go przywołać i podporządkować, potrzebna jest jego pieczęć, która według Goecji powinna być zrobiona z miedzi.
Jest silnym i potężnym księciem piekła. Rozporządza 26 legionami duchów.
Dzieli się wiedzą o przeszłości, teraźniejszości i przyszłości. Potrafi znaleźć ukryte skarby. Zapewnia miłość młodym i starym kobietom.
Wezwany, ukazuje się pod postacią pięknej kobiety, która nosi książęcą koronę na głowie i dosiada dużego wielbłąda.

## Wkulturze popularnej
- Ród Gremorych pojawia się w light novel High School DxD oraz jego animowanej adaptacji, gdzie jest przedstawiony jako jedna z najbardziej elitarnych diabelskich rodzin szlacheckich.